# David Armstrong (filosoof)

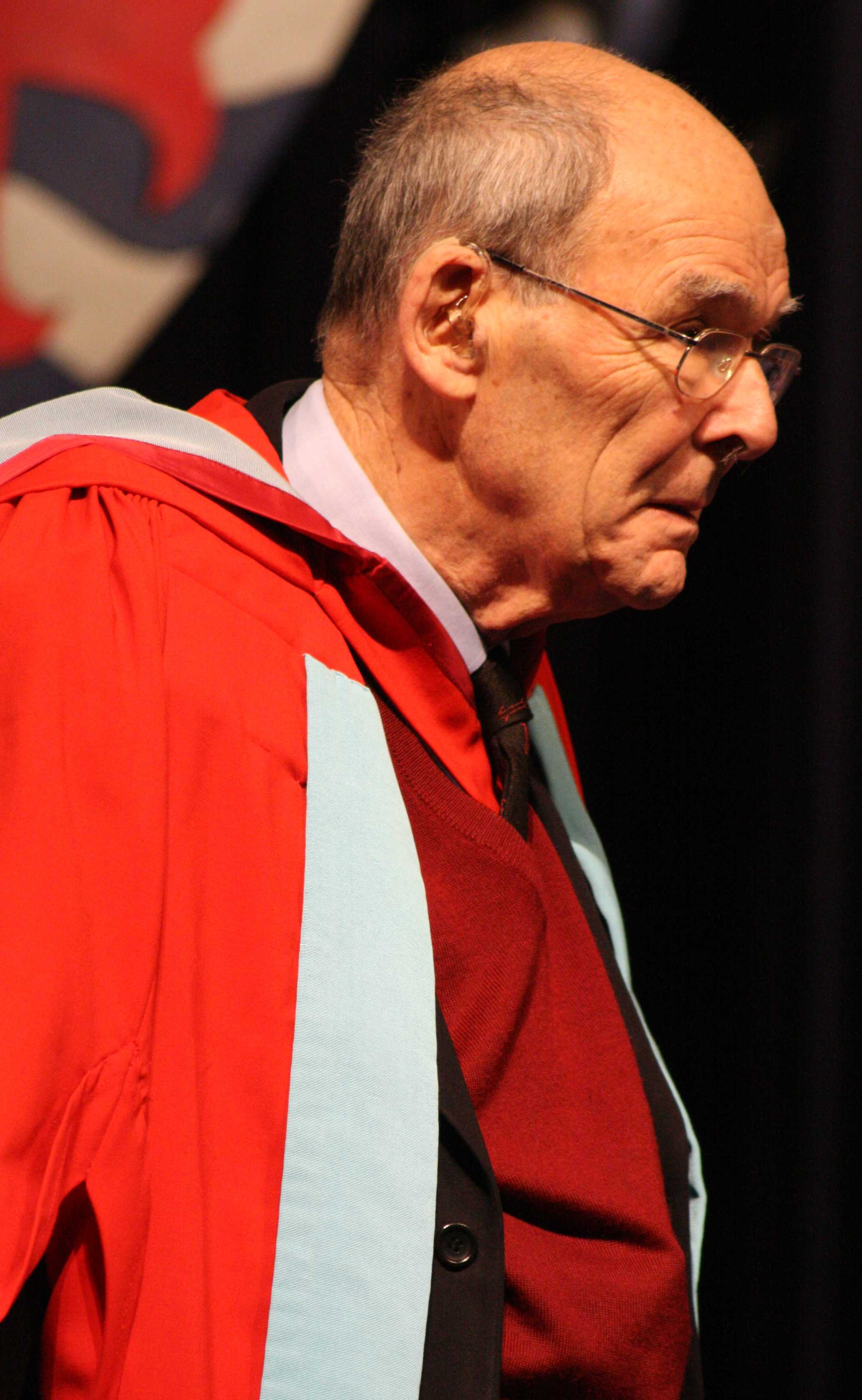
David Armstrong

David Malet Armstrong, vaak D.M. Armstrong genoemd (Melbourne, 8 juli 1926 – Sydney, 13 mei 2014) was een Australisch filosoof en hoogleraar aan de Universiteit van Sydney. Hij heeft gewerkt aan de filosofie van de geest, metafysica en ontologie. Hij was een vertegenwoordiger van het reductief fysicalisme.

## Levensloop
Armstrong studeerde aan de Universiteit van Sydney, de Universiteit van Oxford en promoveerde verder aan de Universiteit van Melbourne in 1960. Sinds 1964 is hij professor aan de Universiteit van Sydney, en was gastdocent aan de Yale-universiteit en aan de Stanford-universiteit. Sinds 1992 is hij met emeritaat.
Een centraal element in Amstrongs werk is zijn universaliarealisme. Dit houdt in dat het naast objecten ook nog eigenschappen te onderkennen zijn als fundamentele entiteiten. Armstrong stelt deze voor als zintuiglijk en afhankelijk van de objecten, waarvan ze niet onafhankelijk kunnen bestaan. Zijn voornaamste reden voor de aanname van universalia is, het door hem benoemde "truth maker principle": Voor elke component van de waarheid moet er iets bestaan, dat het waar maakt. Zo dienen ook eigenschappen te bestaan, die het bewijs van deze eigenschappen bewaren. 
Armstrong geldt verder als een van de belangrijkste vertegenwoordigers van het reductief materialisme in de filosofie van de geest. Daarbij neemt hij een identiteitstheoretische positie in, in de traditie van John Smart en Ullin Place.

## Publicaties
- 1960, Berkeley's Theory of Vision: A Critical Examination of Bishop Berkeley's Essay towards a New Theory of Vision. Melbourne: Melbourne University Press, 1960.
- 1961, Perception and the Physical World. London: Routledge & K. Paul.
- 1962, Bodily Sensations. London: Routledge & K. Paul, 1962.
- 1968, A Materialist Theory of the Mind. London: Routledge & K. Paul.
- 1973, Belief, Truth and Knowledge. London: Cambridge University Press.
- 1978, Universals and Scientific Realism. Cambridge: Cambridge University Press.
- 1981, The Nature of Mind and Other Essays. Cornell University Press.
- 1983, What is a Law of Nature? Cambridge: Cambridge University Press.
- 1989, A Combinatorial Theory of Possibility. Cambridge: Cambridge University Press.
- 1989, Universals: An Opinionated Introduction. Boulder, CO: Westview Press.
- 1997, A World of States of Affairs. Cambridge: Cambridge University Press.
- 1999, The Mind-Body Problem: An Opinionated Introduction. Boulder, CO: Westview Press.
- 2004, Truth and Truthmakers. Cambridge University Press.